# キャンモアスキービレッジ
キャンモアスキービレッジ（英: CANMORE SKI VILLAGE）は、北海道上川郡東川町にあるスキー場。「東川町キトウシ森林公園家族旅行村」内にある。

## 沿革
1969年（昭和44年）に「東川町営岐登牛スキー場」として開設し、1973年（昭和48年）にはリフトが完成した。1991年（平成3年）には東川町の「姉妹都市」であるカナダカンモア町との交流を記念し、キトウシ国際スキー場としていた名称を「キャンモアスキービレッジ」と改称した。スキー場は旭川グリーンカントリー倶楽部が運営していたが、2000年（平成12年）に東川振興公社へ売却した。なお、2001年（平成13年）のコート旭川カントリークラブ（旧旭川グリーンカントリー倶楽部）自己破産後、ゴルフ場を買収したワカサリゾートが運営していた時期もあったが、賃借契約満了により再び東川振興公社による運営となった。
全日本スキー連盟（SAJ）A公認校「キャンモアスキー学校」を併設している。

## 施設
コース
- 初級コース
  - メイプルコース
  - ロッキーコース
  - ラビットコース
- 中級コース
  - カリブーコース
  - マーモットコース
- 上級コース
  - キャニオンコース
- クロスカントリーコース（全日本スキー連盟（SAJ）公認コース）[脚注 1]

リフト
- 4人乗り
- 2人乗り

レストラン・休憩所
- レストランアルバータ
- キトウシ高原ホテル 軽食「きらら」[4]
- 無料休憩所

## アクセス
- 東川町中心部から車で約5分
- 旭川空港から車で約15分
- 北海道旅客鉄道（JR北海道）旭川駅から車で約30分